# Grad Dobrovo
Grad Dobrovo (tudi Vila Colloredo in Baguerjev grad) je dvorec iz 17. stoletja na Dobrovem v Goriških brdih.

## Zgodovina
Dvorec stoji na Dobrovem, na razglednem mestu, kjer je že v 13. ali na začetku 14. stoletja stal neutrjen dvor, ki je pripadal rodbini Ortenburžanov. Današnje poslopje je bilo zgrajeno v prvi polovici 17. stoletja in je bilo v lasti baronov, kasneje državnih grofov Colloredo. Ti so posest na Dobrovem dobili v fevd na začetku 16. stoletja. Leta 1798 je dvorec kupil Janez Krstnik II. Catterini, ki je leta 1782 dobil plemiški naziv von Erzberg. Ob koncu 19. stoletja si je grad s poroko s Cecilijo de Catterini Ezberg prilastil španski grof Silverij de Baguer Corsi y Ribas, ki je propadajoče poslopje temeljito obnovil in v njem leta 1885 uredil bogato muzejsko zbirko. Zbirka z več kot 600 eksponati je imela poseben tiskan katalog. Pred prvo svetovno vojno je družina del zbirke podarila Pokrajinskim muzejem v Gorici. Med 1. svetovno vojno so v gradu stanovali poveljniki italijanske vojske, med njimi tudi literat, novinar in akademik Ugo Ojetti. Med 2. svetovno vojno je bil grad oropan, iz njega so odnesli več kot 2000 predmetov in opreme. Dvorec je od leta 1974 do 2024 upravljal Goriški muzej. Muzej in občina sta ga je med letoma 1979 ter 1991 obnovila, tudi s pomočjo državmne subvencije. Prenovo je usklajeval arhitekt Furlan. Delno so obnovili zbirko grajskih predmetov in dodali vinsko klet.

## Arhitektura
Zgradba je zasnovana kot renesančna kubična dvonadstropna stavba, ki ima oglate, izstopajoče stolpiče na vogalih. Dvorec ima štirikapno šotorasto streho.

## Razstave
V grajskih prostorih sta stalni razstavi. Eno nadstropje je Galerija Zorana Mušiča (v letu 2024 so zbirko prenavljali) in jo maja 2005 delno osveženo z novimi vitrinami v treh sobah odprli v drugem nadstropju. Dodana je razstava Grajska zbirka na Dobrovem, poskus rekonstrukcije  in na nov način, za občinstvo zanimiva predstavitev naravnih znamenitosti Brd v tretjem nadstropju. V dvorani v prvem nadstropju prirejajo koncerte in druge prireditve. V kleti je vinoteka.